# Томский областной художественный музей
Томский областной художественный музей — учреждение культуры, действующее в Томске с 1979 года.

## История
Создан 1 октября 1979 года решением Томского облисполкома, основу экспозиции составило собрание художественного отдела Томского областного краеведческого музея. В 1982 году музею был передан бывший доходный дом купчихи Наталии Ивановны Орловой (архитектор К. К. Лыгин, 1903), перед этим занимаемый Томским обкомом КПСС. 19 апреля 1982 года музей торжественно принял своих первых посетителей.
Начало формирования коллекции музея относится к 1920-м годам, среди первых 50-ти картин в собрание краеведческого музея от секции охраны памятников культуры и искусства губернского отдела народного образования поступили «Головка девушки. Портрет З. С. Хаминовой (этюд)» В. И. Сурикова, «Натюрморт с бегонией» П. П. Кончаловского. В 1929 году из Государственного музейного фонда и Третьяковской галереи были переданы произведения «Портреты четы Мазуриных» В. А. Тропинина, «Портрет А. В. Касьянова» В. А. Серова, «Портрет А. И. Корсакова» О. А. Кипренского, пейзажи В. Д. Поленова, Л. Л. Каменева и других живописцев XVIII—XIX вв. Одновременно поступили рисунки и акварели, среди них работы Ф. А. Малявина, А. А. Лентулова (Портрет неизвестных (Двойной портрет, 1918)). В 1940-е годы были закуплены в Томске произведения П. А. Сведомского, М. К. Клодта, приняты в дар портреты работы П. Ф. Плешанова.
В фондах музея есть шесть акварелей М. А. Волошина, возможно, «пристроенных» Р. С. Ильиным.

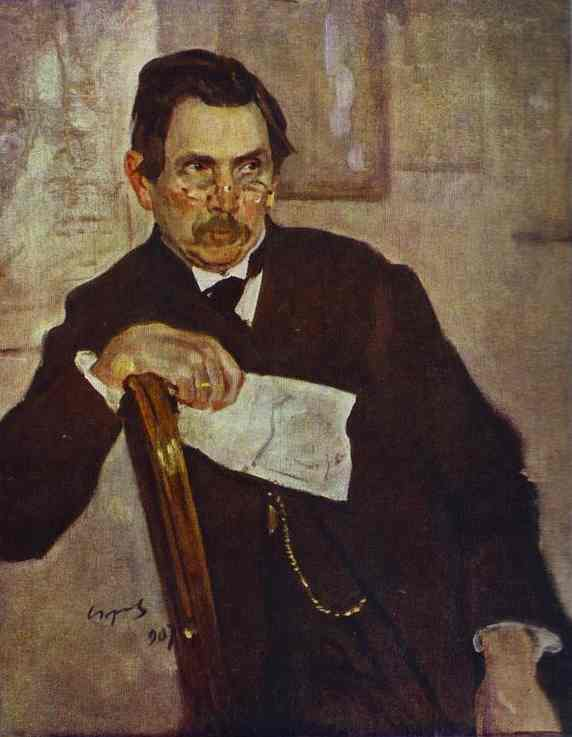
В. Серов. Портрет А. В. Касьянова

### Экспозиция
Шесть залов постоянной экспозиции представляют около 100 значительных произведений русской живописи и графики. В коллекции музея имеются работы И. К. Айвазовского, «Яблоневый сад» Б. М. Кустодиева, «Портрет скульптора К. Ф. Крахта» А. В. Маковского, «Портрет скрипача В. Г. Вальтера» Г. Г. Мясоедова.

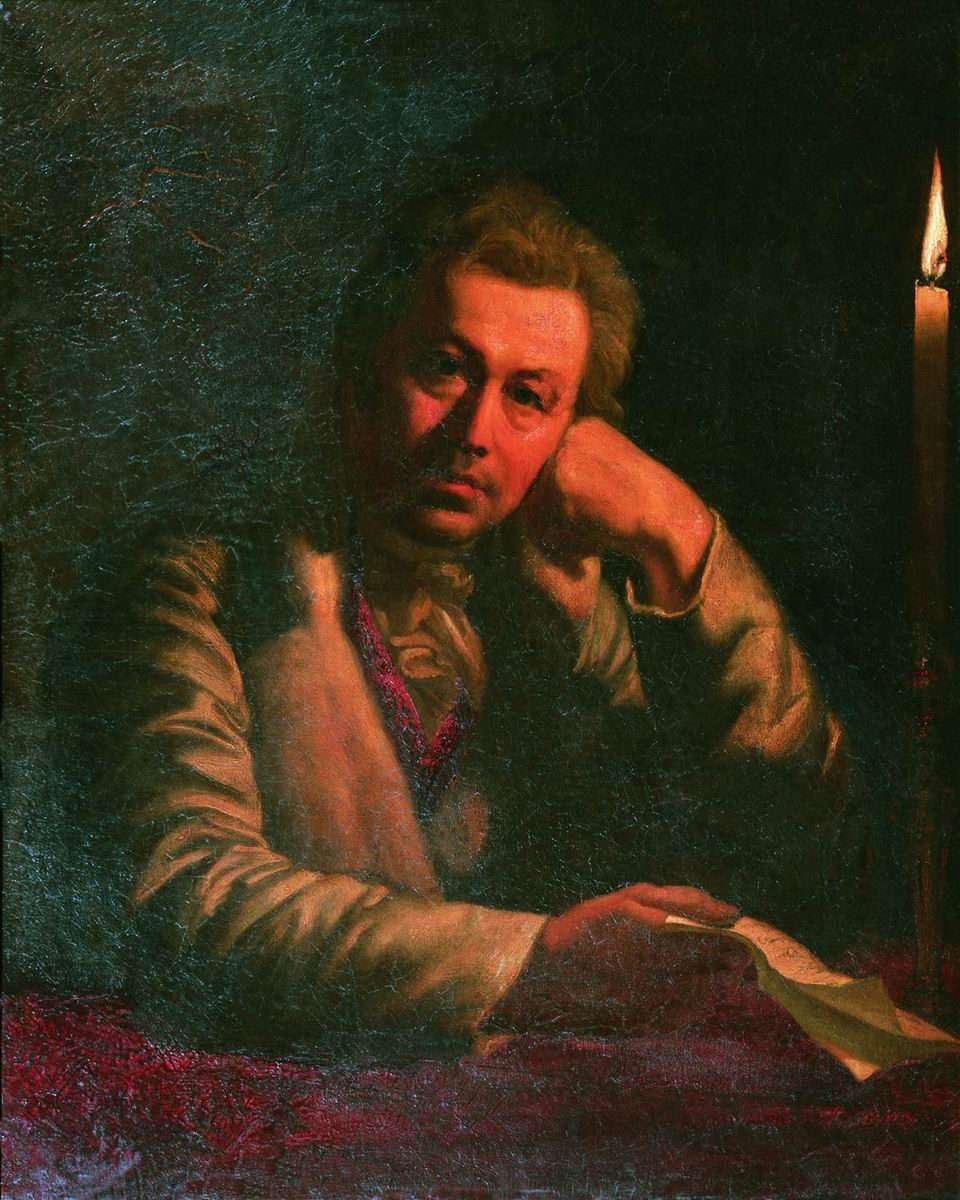
О. Кипренский. Читающий у свечи («Портрет Корсакова»).

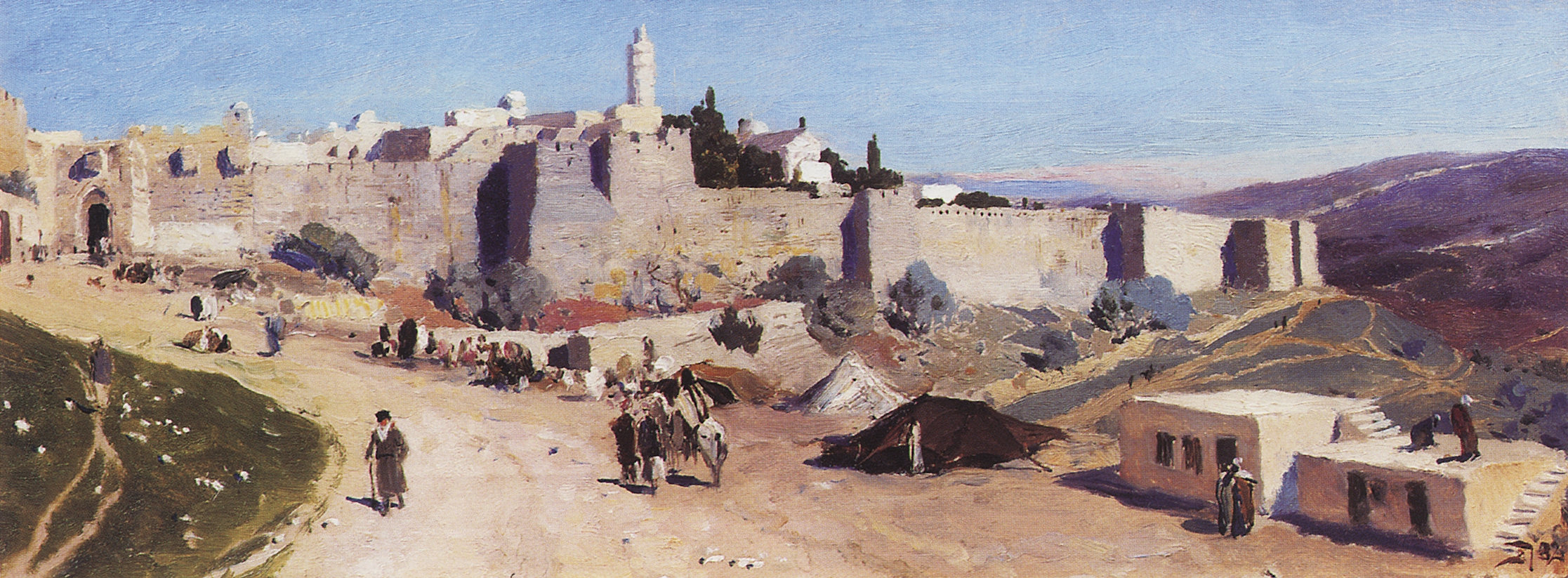
Поленов. Вид на Иерусалим с западной стороны. Яффские ворота и цитадель.

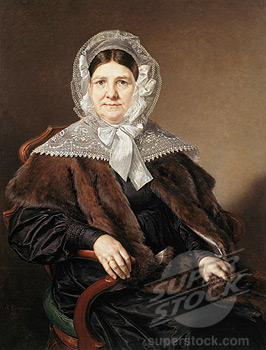
В.Тропинин. Портрет А. Ф. Мазуриной

Формирование коллекции западноевропейского искусства началось в 1928 году, когда из Государственного музейного фонда поступили картины западноевропейских мастеров «Вид Неаполитанского залива» Д. Джиганте, «Спор учёных» М. Гейссера, «Метание копья» Б. Галофре-и-Хименеса и др. В 1932 году коллекция пополнилась произведениями из собрания Музея изобразительных искусств имени А. С. Пушкина: «Школа воров» И. Матейсена, «Жертвоприношение Авраама» Д. Тенирса Младшего, «Пирушка» И. ван Остаде, «Интерьер капеллы дель Тезоро в Неаполе» Ф. Вервлута, «Молодая женщина, стоящая у верджинелла» Г. ван Донка и др.
В экспозиции западноевропейского искусства представлено несколько ранних полотен уроженца Томска К. Зеленевского.
В постоянную экспозицию музея входят также отделы
Иконописи XVII—XX веков,
Скульптуры. В экспозицию включены работы знаменитых русских мастеров второй половины XIX — начала XX вв.: «Женская голова» (камень), С. Т. Конёнкова, барельефы «Пир женихов Пенелопы» и «Избиение женихов Пенелопы» (медь, гальванопластика) Ф. П. Толстого, «Покрытый попоной конь, вставший на дыбы» (чугун) П. К. Клодта и др.
Декоративно-прикладного искусства,
Серебряный век живописи губернского Томска. В собрании музея есть работы Томских художников начала XX века — Л. П. Базановой, О. Ф. Виноградовой, В. Д. Вучичевича, А. С. Капустиной, В. И. Лукина, А. Э. Мако, Н. П. Ткаченко, С. М. Прохорова, М. М. Полякова, И. Я. Азова, Н. С. Шулпинова, М. М. Щеглова, «Корона Катуни» и «Хан-Алтай» крупнейшего сибирского художника начала XX века Г. И. Гуркина.

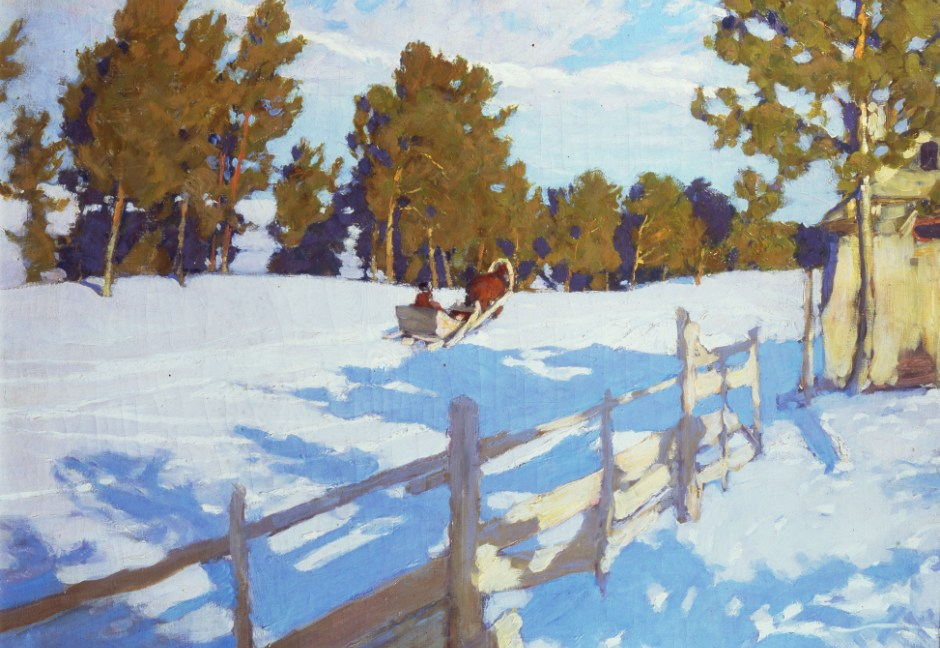
Н. С. Шулпинов. Зимний этюд.

## Филиалы музея
Музей деревянного зодчества (Томск, проспект Кирова, д. 7)
Чаинская картинная галерея (село Подгорное, Чаинский район)
Музей искусства народов Севера (село Каргасок, Каргасокский район).